# Anne Baxter
Anne Baxter (Michigan City, 7 maggio 1923 – New York, 12 dicembre 1985) è stata un'attrice statunitense.

## Biografia
Figlia di Kenneth Stuart Baxter e Catherine Dorothy Wright, suo nonno materno era il celebre architetto statunitense Frank Lloyd Wright, mentre suo nonno paterno, Charles Baxter, era un ricco amministratore delle distillerie Seagram, ruolo che in seguito svolgerà il padre di Anne.
La Baxter crebbe a New York fra il lusso e l'agiatezza. All'età di dieci anni ebbe modo di assistere ad uno spettacolo teatrale che vedeva protagonista la grande attrice Helen Hayes, e ne fu talmente entusiasta da annunciare alla sua famiglia di voler intraprendere la carriera artistica. Dall'età di tredici anni apparve sui palcoscenici di Broadway, mentre nel frattempo studiava recitazione presso la celebre scuola di Marija Uspenskaja.
Il primo provino cinematografico fu per il ruolo di Mrs. DeWinter in Rebecca - La prima moglie (1940) di Alfred Hitchcock, che però le preferì l'attrice Joan Fontaine, giudicando la Baxter, all'epoca sedicenne, troppo giovane per quel ruolo. Tuttavia, il talento dimostrato e il forte temperamento consentirono all'attrice di sottoscrivere un contratto di sette anni con la 20th Century Fox.
Ottenne il suo primo ruolo cinematografico di rilievo nella pellicola Giuramento di sangue (1940) di Richard Thorpe, mentre nel 1942 venne scelta da Orson Welles per interpretare il ruolo di Lucy in L'orgoglio degli Amberson (1942), basato su un romanzo di Booth Tarkington. 
Nella prima metà degli anni quaranta interpretò altri ruoli da coprotagonista, fino alla definitiva consacrazione nel 1947, grazie al premio Oscar alla miglior attrice non protagonista per la pellicola Il filo del rasoio (1946) di Edmund Goulding. Nel 1950 venne scritturata per il ruolo di coprotagonista accanto a Bette Davis in Eva contro Eva di Joseph L. Mankiewicz. L'interpretazione della giovane arrivista e ambigua aspirante attrice Eve Harrington, perfettamente contrapposta al personaggio più maturo assegnato alla Davis, le procurò un'altra candidatura all'Oscar e rimase uno dei suoi ruoli più celebri. 
Il prosieguo della carriera, negli anni cinquanta, fu piuttosto discontinuo per la Baxter, che alternò lavori di scarso rilievo a pellicole di successo quali  Io confesso (1953) di Alfred Hitchcock, al fianco di Montgomery Clift e Karl Malden, Gardenia blu (1953), noir diretto da Fritz Lang, Casa da gioco (1955) di Jerry Hopper, il kolossal I dieci comandamenti (1956) di Cecil B. DeMille, in cui interpretò la regina d'Egitto Nefertari accanto a Charlton Heston e Yul Brynner, e Acqua alla gola (1958) di Michael Anderson, con Richard Todd. Tra i suoi film successivi si segnalano Cimarron (1960) di Anthony Mann, Anime sporche (1962) di Edward Dmytryk, L'uomo dinamite (1971) di Andrew V. McLaglen e Jane Austen a Manhattan (1980) di James Ivory. Nel 1967 recitò in Italia nel western-spaghetti Sette donne per una strage di Gianfranco Parolini e Sidney W. Pink, che non ebbe successo; nello stesso anno partecipò alla commedia satirica Un vestito per un cadavere di William Castle, ove affiancò Sid Caesar e Robert Ryan. 
Dal 1963 apparve in varie serie televisive, tra cui Reporter alla ribalta, che nel 1969 le valse una candidatura al Premio Emmy. Tra i suoi film televisivi si segnala La maschera della morte (1984) di Roy Ward Baker, in cui apparve accanto a John Mills, Peter Cushing e Ray Milland.

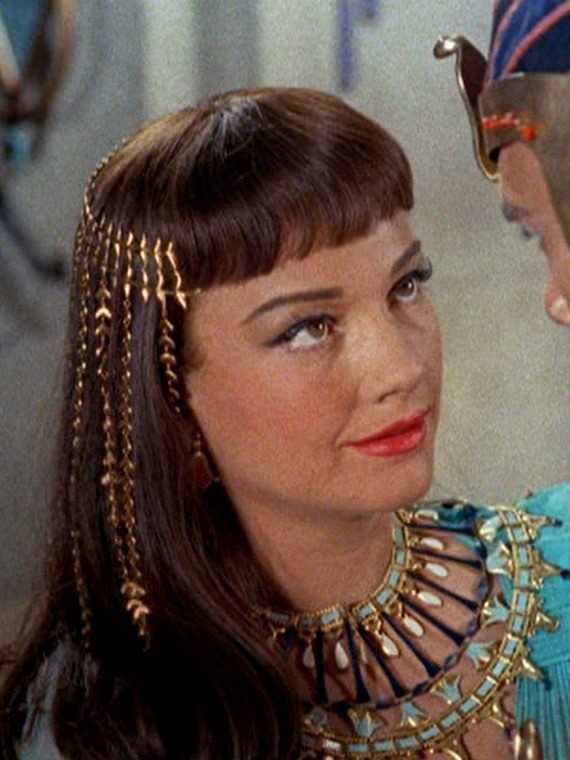
L'attrice nel trailer di I dieci comandamenti (1956)

Il 4 dicembre 1985 fu colpita da un'emorragia cerebrale da rottura di un aneurisma, mentre era in taxi su Madison Avenue a New York City. Morì otto giorni dopo, il 12 dicembre, all'età di 62 anni presso il Lenox Hill Hospital. È sepolta nella proprietà di Frank Lloyd Wright presso il Lloyd Jones Cemetery a Spring Green, Wisconsin. Fu assistita fino all'ultimo dalle sue tre figlie.

## Vita privata
Nel luglio del 1946 la Baxter si sposò con l'attore John Hodiak, da cui ebbe una figlia, Katrina, nata il 9 luglio 1951. L'unione si concluse con il divorzio nel gennaio 1953. Nel 1960 sposò Randolph Galt, proprietario di un grande allevamento di bestiame, e la coppia andò ad abitare in una tenuta in Australia. Ebbero due figlie, Melissa e Maginel. Tre anni più tardi la Baxter lasciò il suo ritiro per tornare a lavorare alla televisione e in teatro, ma già dal 1962 era tornata a recitare sul grande schermo. Dopo il divorzio da Galt, avvenuto nel 1969, si sposò in terze nozze nel 1977 con l'uomo d'affari David Klee, che morì poco dopo.

## Filmografia

### Cinema
- Giuramento di sangue (20 Mule Team), regia di Richard Thorpe (1940)
- La zia di Carlo (Charley's Aunt), regia di Archie Mayo (1941)
- La palude della morte (Swamp Water), regia di Jean Renoir (1941)
- L'orgoglio degli Amberson (The Magnificent Ambersons), regia di Orson Welles (1942)
- Agguato sul fondo (Crash Dive), regia di Archie Mayo (1943)
- I cinque segreti del deserto (Five Graves to Cairo), regia di Billy Wilder (1943)
- Fuoco a oriente (The North Star), regia di Lewis Milestone (1943)
- Veleno in paradiso (The Guest in the House), regia di John Brahm (1944)
- La famiglia Sullivan (The Sullivans), regia di Lloyd Bacon (1944)
- Scandalo a corte (A Royal Scandal), regia di Otto Preminger (1945)
- Il vendicatore silenzioso (Smoky), regia di Louis King (1946)
- L'infernale avventura (Angel on my Shoulder), regia di Archie Mayo (1946)
- Il filo del rasoio (The Razor's Edge), regia di Edmund Goulding (1946)
- Bagliore a mezzogiorno (Blaze of Noon), regia di John Farrow (1947)
- Cielo giallo (Yellow Sky), regia di William A. Wellman (1948)
- Le mura di Gerico (The Walls of Jericho), regia di John M. Stahl (1948)
- La lunga attesa (The Homecoming), regia di Mervyn LeRoy (1948)
- L'isola del desiderio (The Luck of the Irish), regia di Henry Koster (1948)
- Sono tua (You're My Everything), regia di Walter Lang (1949)
- La figlia dello sceriffo (A Ticket to Tomahawk), regia di Richard Sale (1950)
- Eva contro Eva (All About Eve), regia di Joseph L. Mankiewicz (1950)
- L'eterna Eva (My Wife's Best Friend), regia di Richard Sale (1952)
- La giostra umana (O. Henry's Full House), episodio diretto da Jean Negulesco (1952)
- I banditi di Poker Flat (The Outcasts of Poker Flat), regia di Joseph M. Newman (1952)
- Io confesso (I Confess), regia di Alfred Hitchcock (1953)
- Gardenia blu (The Blue Gardenia), regia di Fritz Lang (1953)
- La carovana del luna park (Carnival Story), regia di Kurt Neumann (1954)
- Casa da gioco (One Desire), regia di Jerry Hopper (1955)
- Il dubbio dell'anima (Bedevilled), regia di Mitchell Leisen (1955)
- I violenti (Three Violent People), regia di Rudolph Maté (1956)
- I pionieri dell'Alaska (The Spoilers), regia di Jesse Hibbs (1956)
- I dieci comandamenti (The Ten Commandments), regia di Cecil B. DeMille (1956)
- Colpo proibito (The Come On), regia di Russell Birdwell (1956)
- Acqua alla gola (Chase a Croocked Shadow), regia di Michael Anderson (1958)
- L'estate della diciassettesima bambola (Summer of the Seventeenth Doll), regia di Leslie Norman (1960)
- Cimarron, regia di Anthony Mann (1960)
- Anime sporche (Walk on the Wild Side), regia di Edward Dmytryk (1962)
- Tu vivrai (Mix Me a Person), regia di Leslie Norman (1962)
- Sette donne per una strage, regia di Gianfranco Parolini e Sidney W. Pink (1967)
- Un vestito per un cadavere (The Busy Body), regia di William Castle (1967)
- L'uomo dinamite (Fools' Parade), regia di Andrew V. McLaglen (1971)
- Una nuova vita per Liz (The Late Liz), regia di Dick Ross (1971)
- L'acchiappagente (The Catcher), regia di Allen H. Miner (1972)
- Jane Austen a Manhattan (Jane Austen in Manhattan), regia di James Ivory (1980)

### Televisione
- General Electric Theater – serie TV, episodi 6x29-9x05 (1958-1960)
- Avventure lungo il fiume (Riverboat) – serie TV, episodio 1x04 (1959)
- Scacco matto (Checkmate) – serie TV, episodio 1x01 (1960)
- June Allyson Show (The DuPont Show with June Allyson) – serie TV, episodio 2x02 (1960)
- L'ora di Hitchcock (The Alfred Hitchcock Hour) – serie TV, episodio 2x02 (1963)
- Batman – serie TV, episodi 1x09-1x10 (1966)
- Io e i miei tre figli (My Three Sons) – serie TV, episodio 8x09 (1967)
- Compagni nell'incubo (Companions in Nightmare), regia di Norman Lloyd – film TV (1968)
- I giorni di Bryan (Run for Your Life) – serie TV, episodio 3x25 (1968)
- Il virginiano (The Virginian) – serie TV, episodio 7x11 (1968)
- Reporter alla ribalta (The Name of the Game) – serie TV, 4 episodi (1968-1970)
- La grande vallata (The Big Valley) – serie TV, episodio 4x16 (1969)
- Sfida sulla pista di fuoco (The Challengers), regia di Leslie H. Martinson – film TV (1970)
- Un matrimonio impossibile (If Tomorrow Comes), regia di George McCowan – film TV (1971)
- Colombo (Columbo) – serie TV, episodio 2x05 (1972)
- I boss del dollaro (Moneychangers), regia di Boris Sagal – miniserie TV (1976)
- Nero Wolfe, regia di Frank D. Gilroy – film TV (1977)
- Piccola Mò (Little Mo), regia di Daniel Haller – film TV (1978)
- Love Boat (The Love Boat) – serie TV, 4 episodi (1981-1985)
- La valle dell'Eden (East of Eden), regia di Harvey Hart – miniserie TV (1982)
- Hotel – serie TV, 75 episodi (1983-1986)
- La maschera della morte (The Masks of Death), regia di Roy Ward Baker – film TV (1984)

## Riconoscimenti
- Premio Oscar
  - 1947 – Miglior attrice non protagonista per Il filo del rasoio
  - 1951 – Candidatura alla miglior attrice per Eva contro Eva

- Golden Globe
  - 1947 – Migliore attrice non protagonista per Il filo del rasoio

- Premio Emmy
  - 1969 – Candidatura alla miglior attrice protagonista in un singolo episodio di una serie televisiva per Reporter alla ribalta

## Doppiatrici italiane
- Dhia Cristiani in L'orgoglio degli Amberson, Agguato sul fondo, Cielo giallo (ridoppiaggio), Le mura di Gerico, La lunga attesa, L'isola del desiderio, Sono tua, La figlia dello sceriffo, Eva contro Eva, L'eterna Eva, I banditi di Poker Flat, Io confesso, Gardenia blu, La carovana del luna park, Il dubbio dell'anima, Colpo proibito, Acqua alla gola, Cimarron
- Lydia Simoneschi in I cinque segreti del deserto, La giostra umana, Casa da gioco, I violenti, I pionieri dell'Alaska, I dieci comandamenti
- Benita Martini in Sette donne per una strage, I boss del dollaro, Colombo
- Rosetta Calavetta in Anime sporche, L'uomo dinamite
- Anita Farra in La zia di Carlo
- Andreina Pagnani in Il filo del rasoio
- Rina Morelli in Bagliore a mezzogiorno
- Gemma Griarotti in Fuoco a oriente
- Gabriella Genta in Hotel
- Angiolina Quinterno in La maschera della morte
- Vittoria Febbi in L'orgoglio degli Amberson (ridoppiaggio)
- Roberta Paladini in Fuoco a oriente (ridoppiaggio)
- Loredana Nicosia in La famiglia Sullivan (ridoppiaggio)
- Ada Maria Serra Zanetti in L'isola del desiderio (ridoppiaggio)
- Alina Moradei in Batman (Olga la Regina dei Cosacchi) (doppiaggio tardivo)
- Sonia Scotti in Batman (Zelda la Grande) (doppiaggio tardivo)